# Cloruro de bencilo
El cloruro de bencilo es un compuesto orgánico cuya estructura corresponde a un anillo de benceno sustituido con un clorometilo.
La síntesis de este compuesto se lleva a cabo por la reacción entre tolueno y cloro gaseoso, utilizando luz ultravioleta como catalizador de manera de que el mecanismo de reacción principal sea de sustitución por radicales libres en el grupo metilo y no de sustitución electrofílica en el anillo; como subproductos de la reacción se forman también cloruro de bencilideno (o dicloruro de bencilo), cloruro de bencilidino (o tricloruro de bencilo) y una pequeña cantidad de compuestos de sustitución en el anillo bencénico, de los cuales se separa por destilación fraccionada.
Se utiliza como intermediario en la síntesis de una serie de productos químicos, como alcohol bencílico, benzoato de bencilo, etc.